# Прапор Дністровська
Прапор Дністровська — офіційний символ міста Дністровськ затверджений Рішенням Ради Народних депутатів міста № 23/4 «Про прапор міста Дністровська» від 20 травня 2004 року.
Прапор являє собою прямокутне полотнище синього кольору із зображенням внизу полотнища хвиль Кучурганського водосховища синього кольору з золотистою облямівкою. У верхньому куті біля древка зображений герб Дністровська. Відношення ширини прапора до його довжини — 2:3.